# Sant Bartomeu de Pugis
Sant Bartomeu de Pugis és una església romànica de Cubells (Noguera) inclosa a l'Inventari del Patrimoni Arquitectònic de Catalunya.

## Descripció
L'església de Sant Bartomeu està ubicada a la banda de llevant del tossal on es distribueixen els vestigis del poble abandonat de Pugis, just a ponent de la masia del Pallargues, al sud del terme municipal de Cubells i a només un quilòmetre al nord del curs del riu Sió.
Originalment era un edifici d'una sola nau capçada a l'est per un absis semicircular i suposadament amb l'accés a la façana de ponent, però actualment només en resta l'absis i una part de la nau fins al primer arc toral. L'aparell de les cares externes dels murs està fet a base de carreus rectangulars de gres ben escairats i lligats amb morter, mentre que l'ànima consisteix en maçoneria de pedra irregular amb abundant morter de calç.
L'absis és de planta semicircular a l'exterior i de lleugera ferradura a l'interior. S'uneix a la nau mitjançant un doble reclau que formen l'arc presbiteral i un arc de descàrrega de la volta de la nau, que és de canó apuntada. Del primer arc toral només es conserva in situ una dovella i la mènsula sobre la qual recolza, de secció trapezoïdal (idèntica a la que hi ha a l'arc presbiteral) i col·locada al punt d'intersecció entre el mur i la volta, a la façana sud.
Tant a l'interior com a l'exterior dels murs de la nau i l'absis hi ha un sòcol bisellat d'uns 60 cm d'alçada. A més, a l'exterior del mur meridional i de l'absis hi ha un segon sòcol molt més baix i en pedra desbastada que fa la funció d'anivellar el terreny i fonamentar el mur.
Es mig conserven tres finestres, totes tres de característiques similars. Les corresponents als murs nord i sud de la nau estan seccionades i només se n'observa la part pròxima a l'absis. La del centre de l'absis és l'única que és conserva íntegrament. Totes tres són rectangulars, de doble esqueixada, d'arc de llinda tant a l'interior com a l'exterior, excepte la finestra de l'absis que, a l'interior, disposa de dues arcades seguides d'arc de mig punt, la del fons amb llinda monolítica mentre que la de l'interior és formada per dos carreus retallats que dibuixen un arc de mig punt motllurat en mitja canya.
En general, les formes constructives corresponen al segle xii o ja al XIII.
Sobre l'estat de conservació del que resta de l'església, la meitat occidental de la qual ja va desaparèixer totalment, probablement utilitzada com a font de materials constructius, cal alertar de la desaparició gairebé completa del primer arc toral i de les finestres dels murs (que en les monografies de finals del segle XX encara es descrivien); l'esquerda que mig parteix el mur exterior de l'absis i l'erosió del terreny natural sobre el que s'assenta la meitat meridional de l'absis, erosió que possiblement hagi fet bascular la meitat sud de l'absis, causant l'esquerda abans esmentada. Si no s'efectua cap intervenció correctora, es corre el perill que en els pròxims anys només resti dempeus la meitat septentrional de l'absis.

## Història
No es coneix documentació històrica directa sobre el lloc de Pugis i la seva església. No obstant, el topònim apareix en dues escriptures com a límit d'altres partides o termes des de finals del segle xii. Apareix abans del 1183 en la carta de poblament atorgada pels comtes d'Urgell Ermengol VII i Dolça als habitants del castell i la vila de Bellcaire d'Urgell. També apareix al document de venda del castell i la vila de Bellcaire que realitzà l'any 1220 Guerau, abat de Santa Maria de Bellpuig de les Avellanes, a Arnau, abat de Poblet.
El 1960 Pita Mercé, Díez-Coronel i Sarraté trobaren entre les ruïnes de l'església un bloc de pedra rectangular amb relleus en tres de les quatre cares que podria correspondre a un suport d'altar. Per la factura tosca dels relleus relatius a Maria, s'ha considerat una obra del segle ix.
Es considera que el poble de Pugis degué tenir el moment de màxim poblament entre els segles XII i XIV. Actualment només se n'intueixen una sèrie de vestigis, alguns pertanyents potser al castell, en el turó a ponent de l'església.
En un mapa del marquesat de Camarasa, de mitjans del segle xiv, el poble de Pugis apareix ja com a 'despoblat'.
Sobre l'església tampoc es pot assegurar si mai va tenir la categoria de parròquia o fou una simple església sufragània d'alguna altra.